# حلاوة طحينية
تُسمى حَلاوَة طَحِيِنِيَّة (في مصر وبلاد الشام والسعودية) أو طَحنِيَّة في السودان أو حلوة الترك في الجزائر أو الحَلْوَى الشَّامِيَّة (في المغرب العربي) أوالرهش (في الخليج العربي) من أصناف الحلويات والمأكولات الشعبية في الوطن العربي وبلدان أخرى. تصنع بشكل أساسي من الطحينة (طحين السمسم) والسكر وعرق الحلاوة. يمكن إضافة المكسرات والفواكه المجففة أيضاً.

## أصل الكلمة
دخلت كلمة halva إلى اللغة الإنجليزية في الفترة بين 1840 و1850 من اللغة اليديشية halva، والتي أتت من اللغة التركية من كلمة helva، والتي اشتقت بدورها في النهاية من (بالعربية: حلوى) ḥalwá، بمعنى السكاكر الحلوة.